# Championnat du Gabon de football 1993
Navigation
Saison précédente Saison suivante
La saison 1993 du Championnat du Gabon de football est la dix-septième édition du championnat de première division gabonaise, le Championnat National. Il se déroule sous la forme d’une poule unique avec neuf formations, qui s’affrontent à deux reprises, à domicile et à l’extérieur. À l’issue du championnat, il n’y a pas de relégation et le champion de deuxième division est promu.
C'est l’AS Sogara, double tenant du titre, qui remporte à nouveau le championnat cette saison, après avoir terminé en tête du classement final, avec cinq points d’avance sur le Mbilinga FC et treize sur Delta FC. C'est le cinquième titre de champion du Gabon de l'histoire du club.

## Les clubs participants
| - USM Libreville - ASMO Libreville - AS Sogara - AS Mangasport - Mbilinga FC - Petrosport FC - Delta FC |

## Compétition

### Classement
| Rang | Équipe          | Pts | J  | G | N | P | Bp | Bc | Diff |
| ---- | --------------- | --- | -- | - | - | - | -- | -- | ---- |
| 1    | AS SogaraT      | 31  | 12 |   |   |   |    |    |      |
| 2    | Mbilinga FCC    | 26  | 12 |   |   |   |    |    |      |
| 3    | Delta FC        | 18  | 12 |   |   |   |    |    |      |
| 4    | Petrosport FC   | 15  | 12 |   |   |   |    |    |      |
| 5    | ASMO Libreville | 15  | 12 |   |   |   |    |    |      |
| 6    | AS Mangasport   | 12  | 12 |   |   |   |    |    |      |
| 7    | USM Libreville  | 9   | 12 |   |   |   |    |    |      |

|  | Qualification pour la Coupe des clubs champions africains 1994 |
|  | Qualification pour la Coupe des Coupes 1994                    |
|  | Qualification pour la Coupe de la CAF 1994                     |
|  | T : Tenant du titre C : Vainqueur de la Coupe du Gabon         |

## Bilan de la saison
| Championnat du Gabon de football 1993                             |                      |
| Champion                                                          | AS Sogara (5e titre) |
| Coupes et trophées                                                |                      |
| Vainqueur de la Coupe du Gabon 1993                               | Mbilinga FC          |
| Qualifications continentales                                      |                      |
| Coupe d'Afrique des clubs champions 1994                          | AS Sogara            |
| Coupe des Coupes 1994                                             | Mbilinga FC          |
| Coupe de la CAF 1994                                              | Delta FC             |
| Promotions et relégations                                         |                      |
| Promus en Championnat National                                    | Stade d'Akébé        |
| Relégués en Championnat du Gabon de football de deuxième division | Aucun                |